# Titaguas
Titaguas è un comune spagnolo di 527 abitanti situato nella comunità autonoma Valenciana.